# Slatina de Mureș, Arad
Slatina de Mureș (în maghiară Marosszlatina) este un sat în comuna Bârzava din județul Arad, la limita între regiunile istorice Banat și Crișana, România. La recensământul din 2002, satul avea o populație de 223 locuitori.

## Imagini

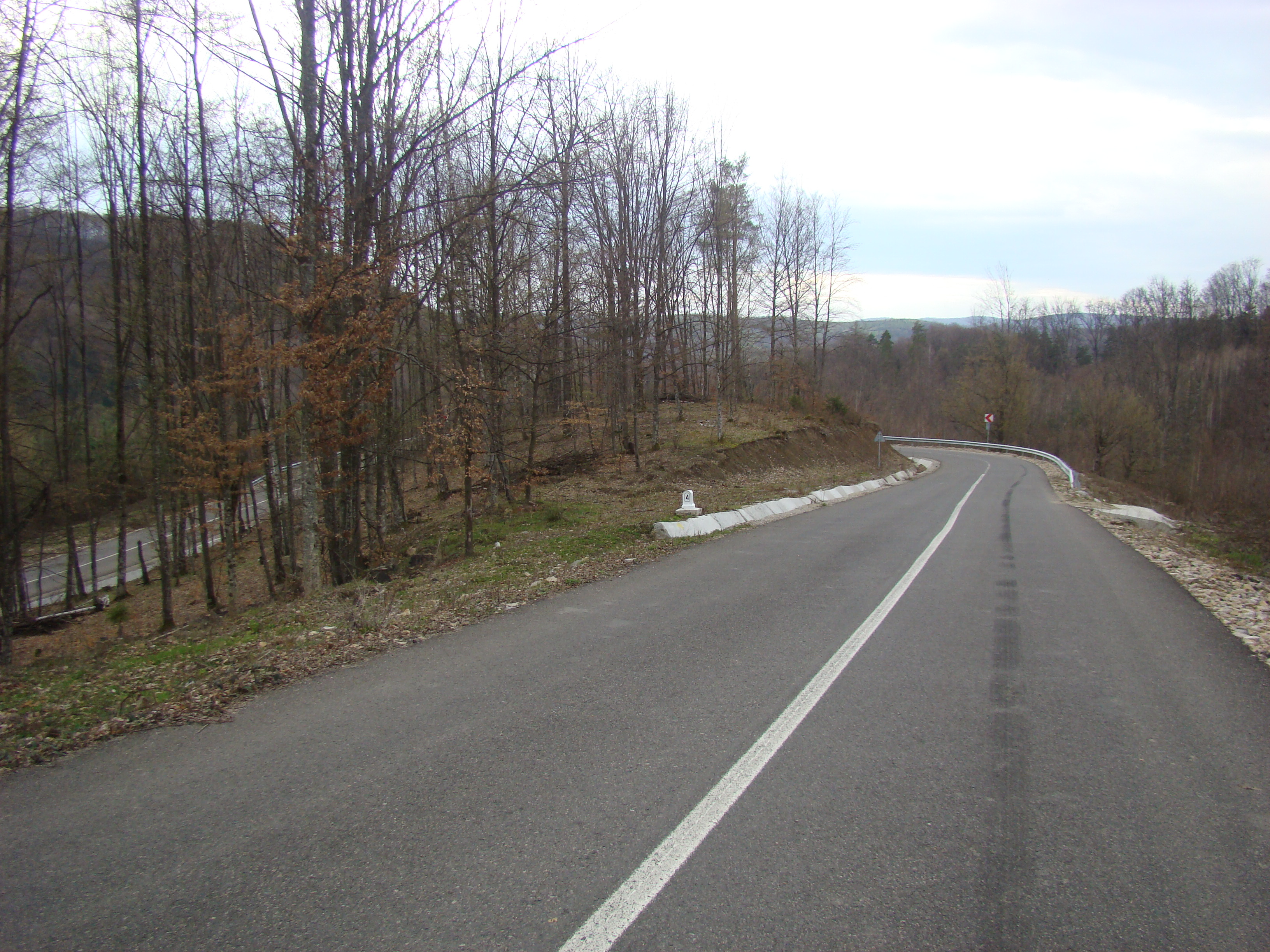
Drumul Mădrigești-Slatina de Mureș-Julița, realizat din fonduri europene, prin care s-a realizat legătura dintre Valea Mureșului și Valea Crișului Alb
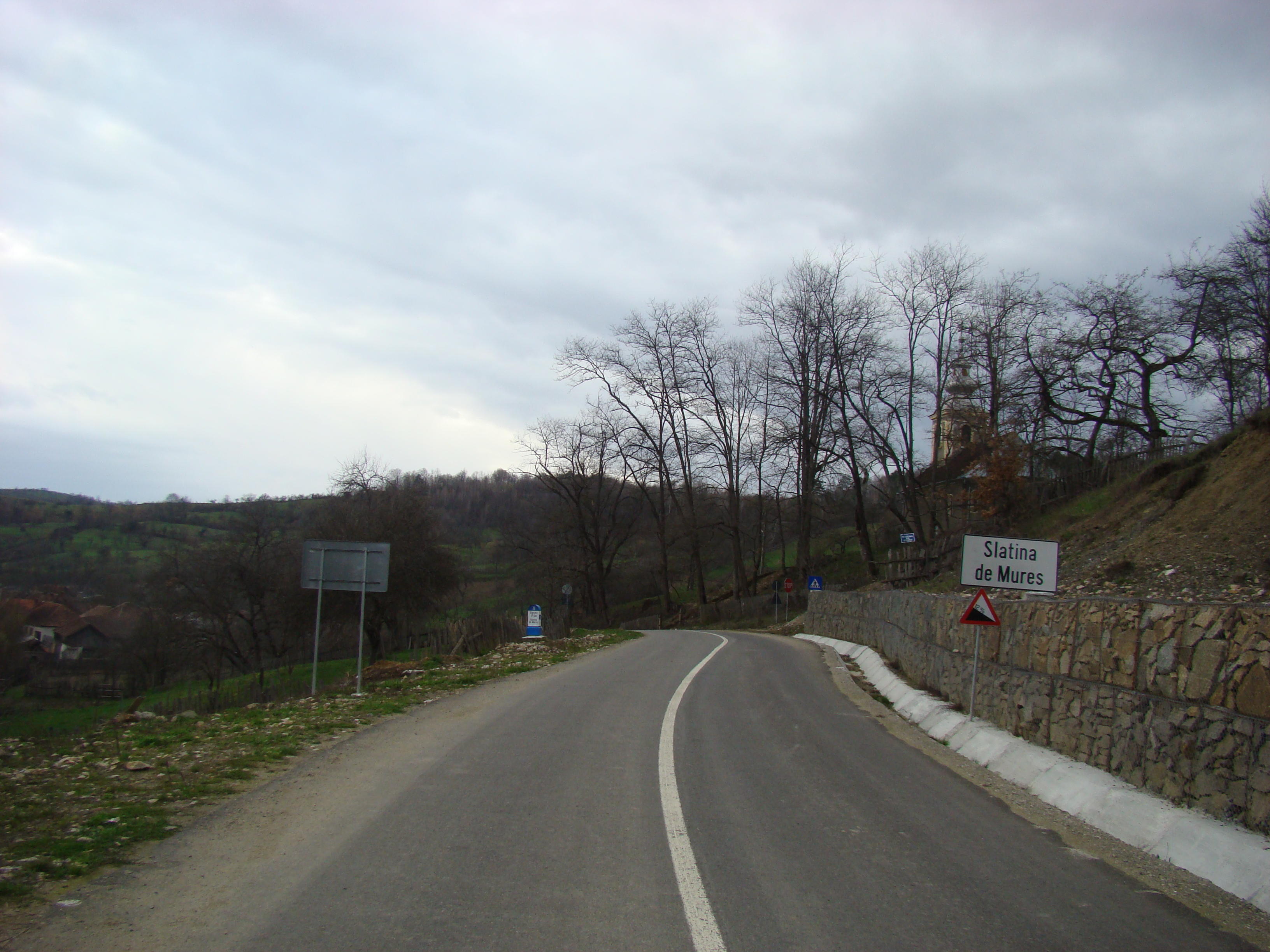
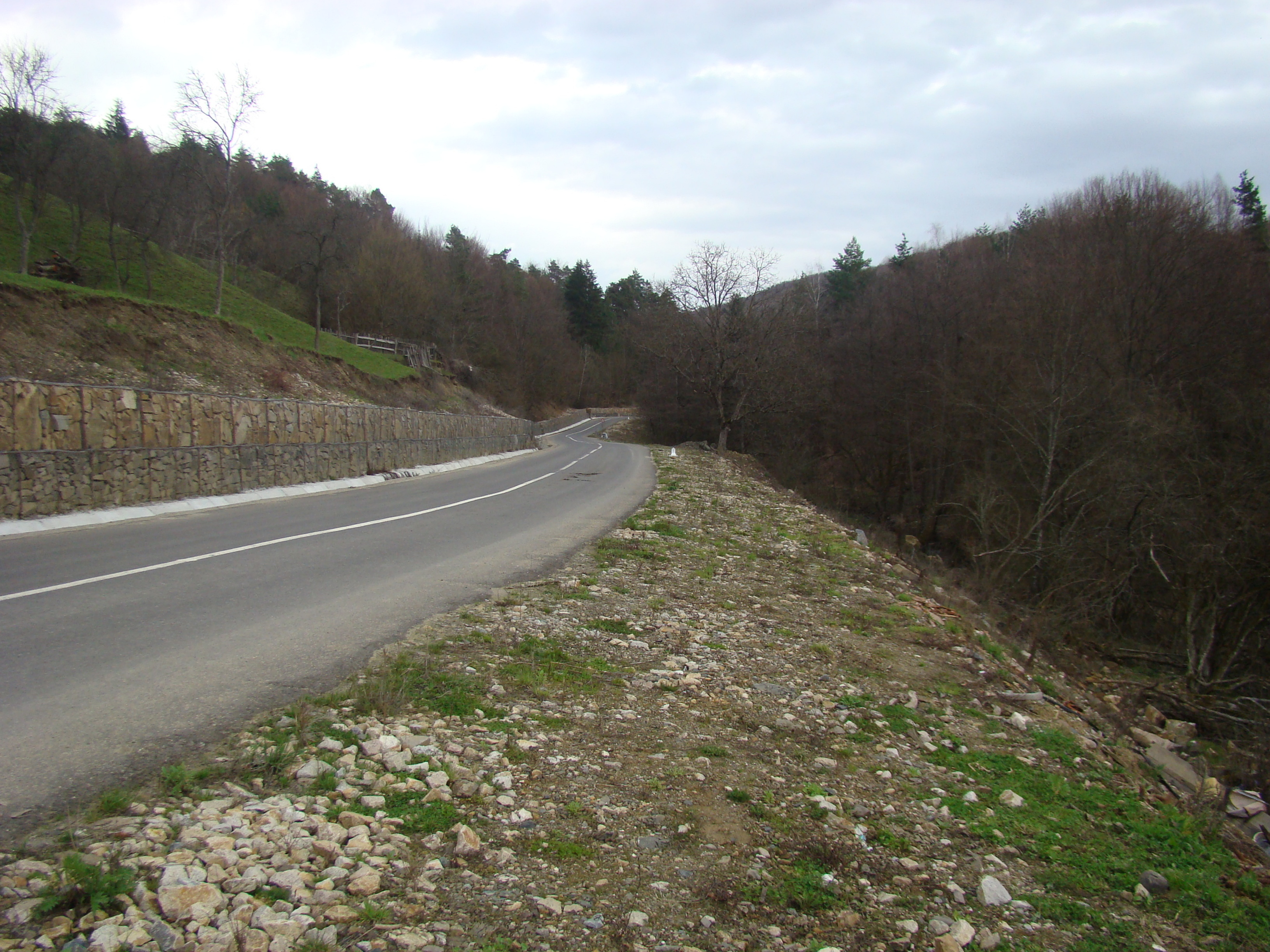
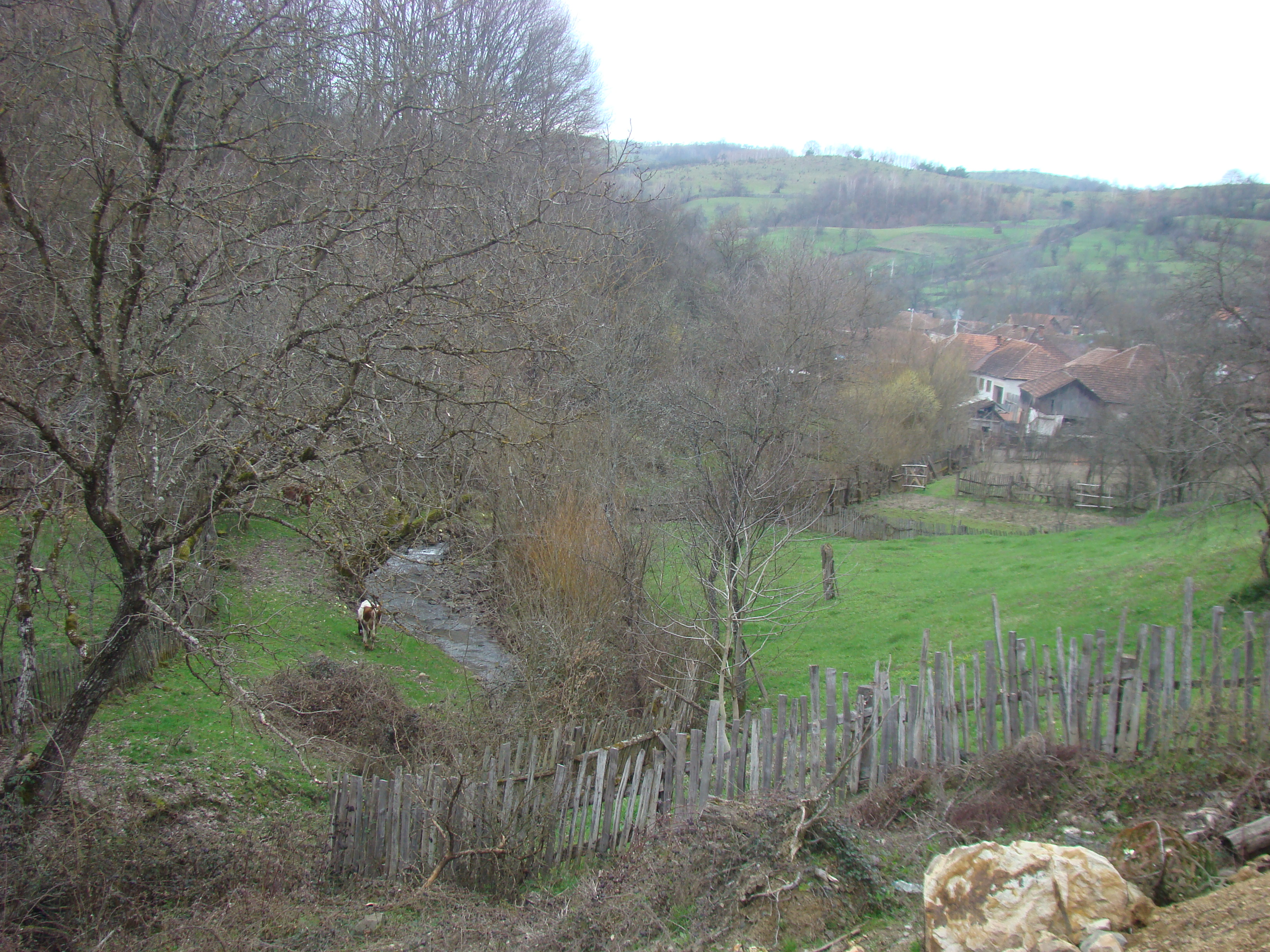
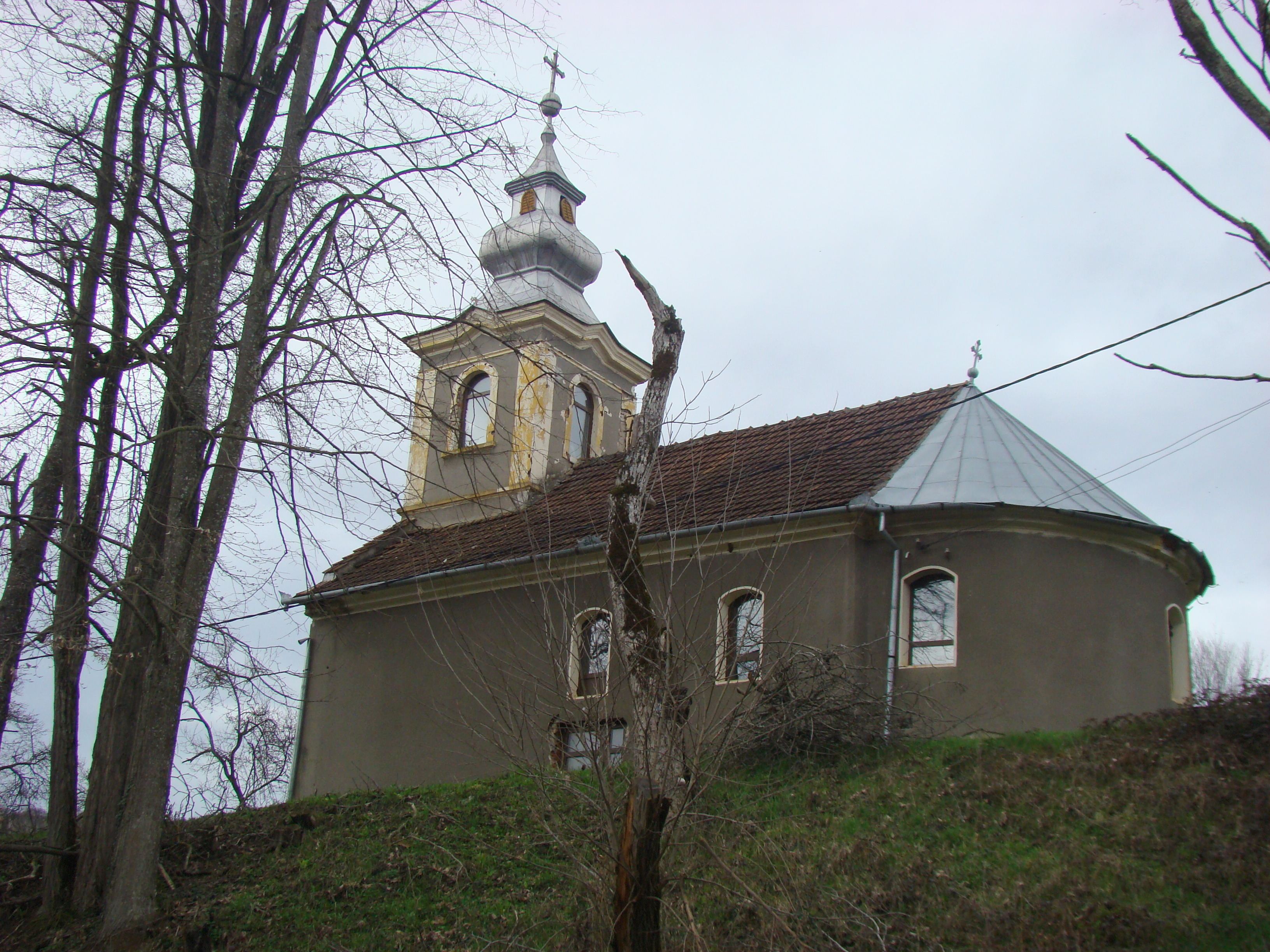
Biserica „Înălţarea Domnului” (1886)
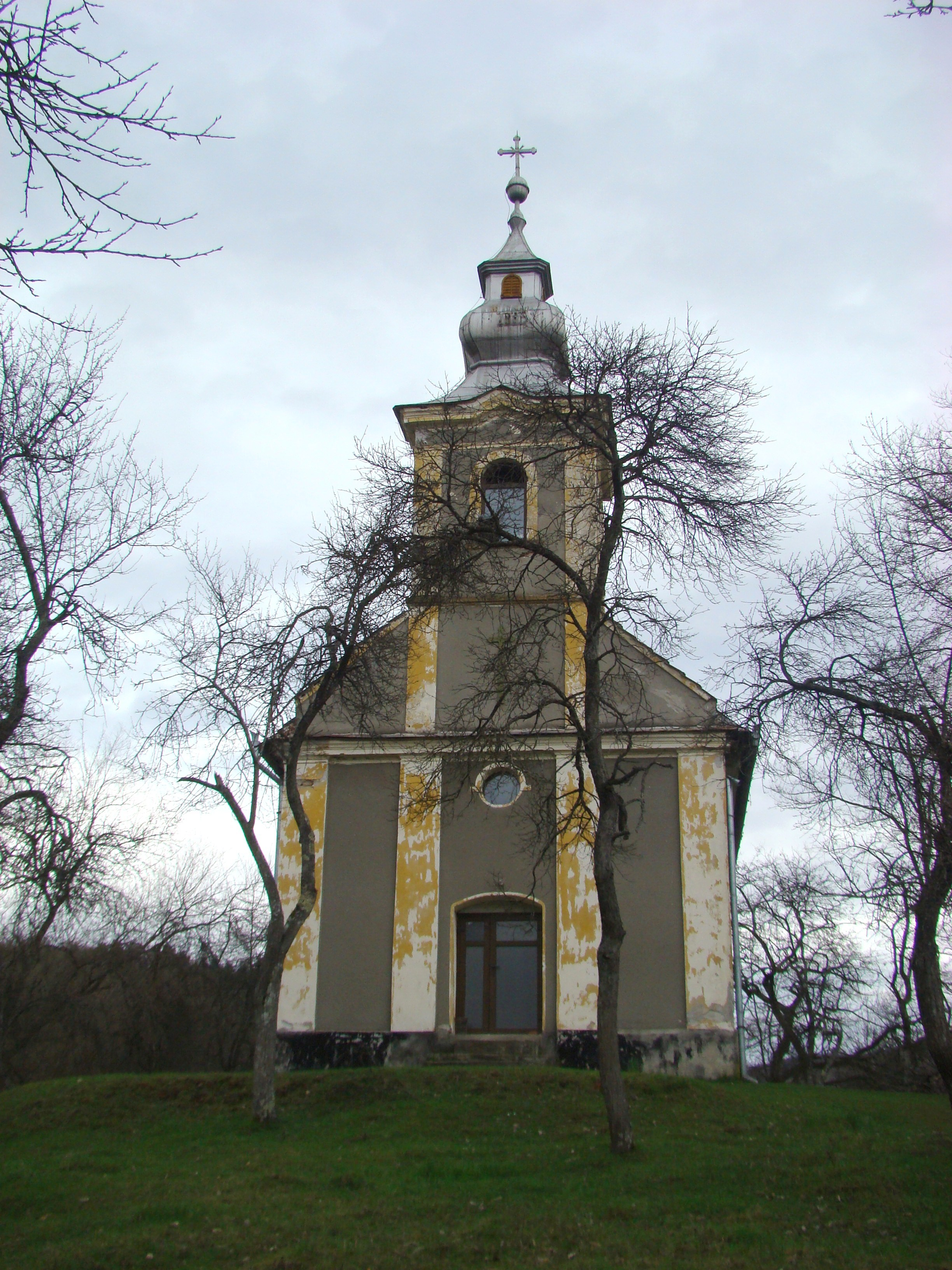
Biserica „Înălţarea Domnului” (1886)
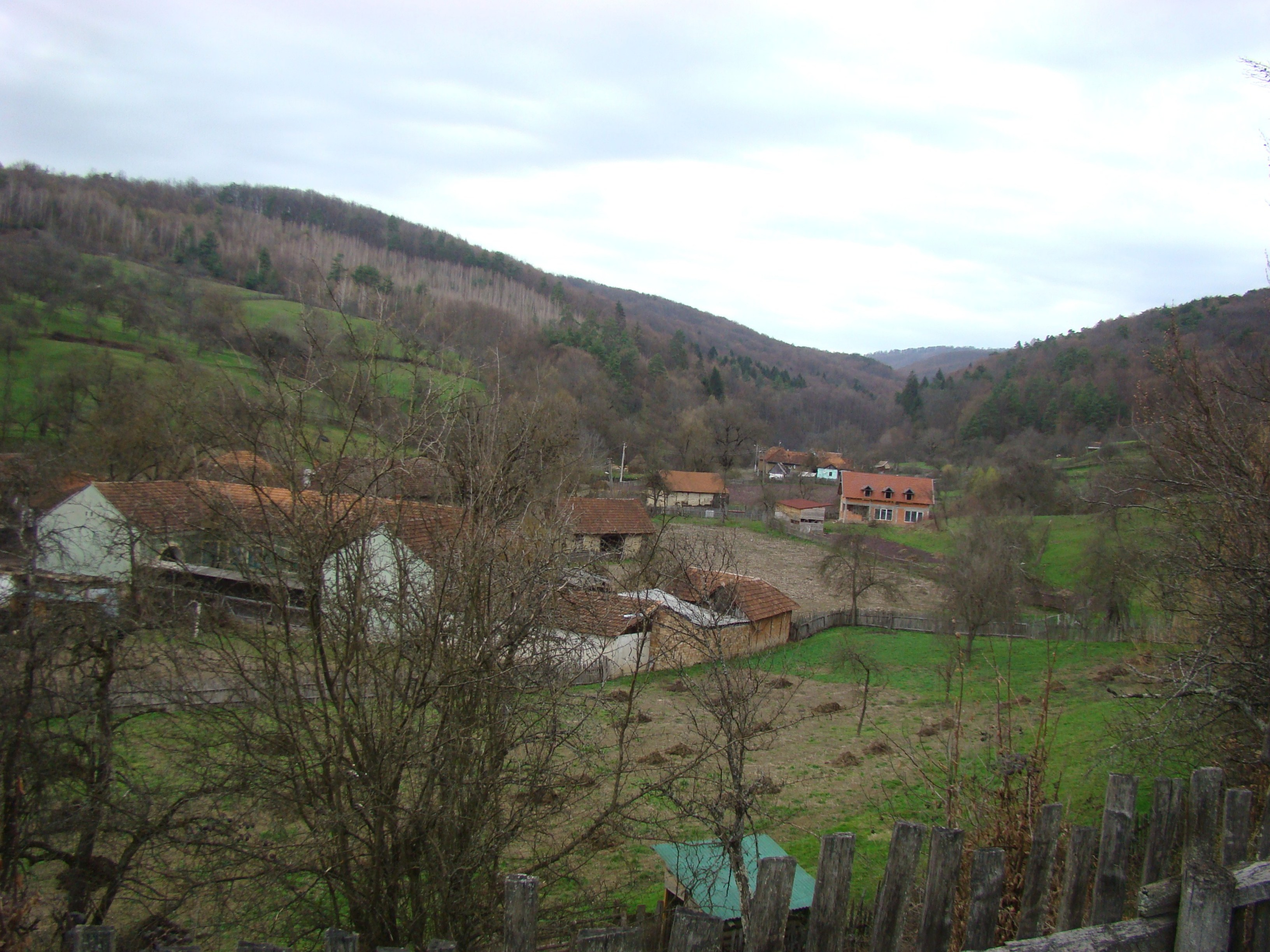
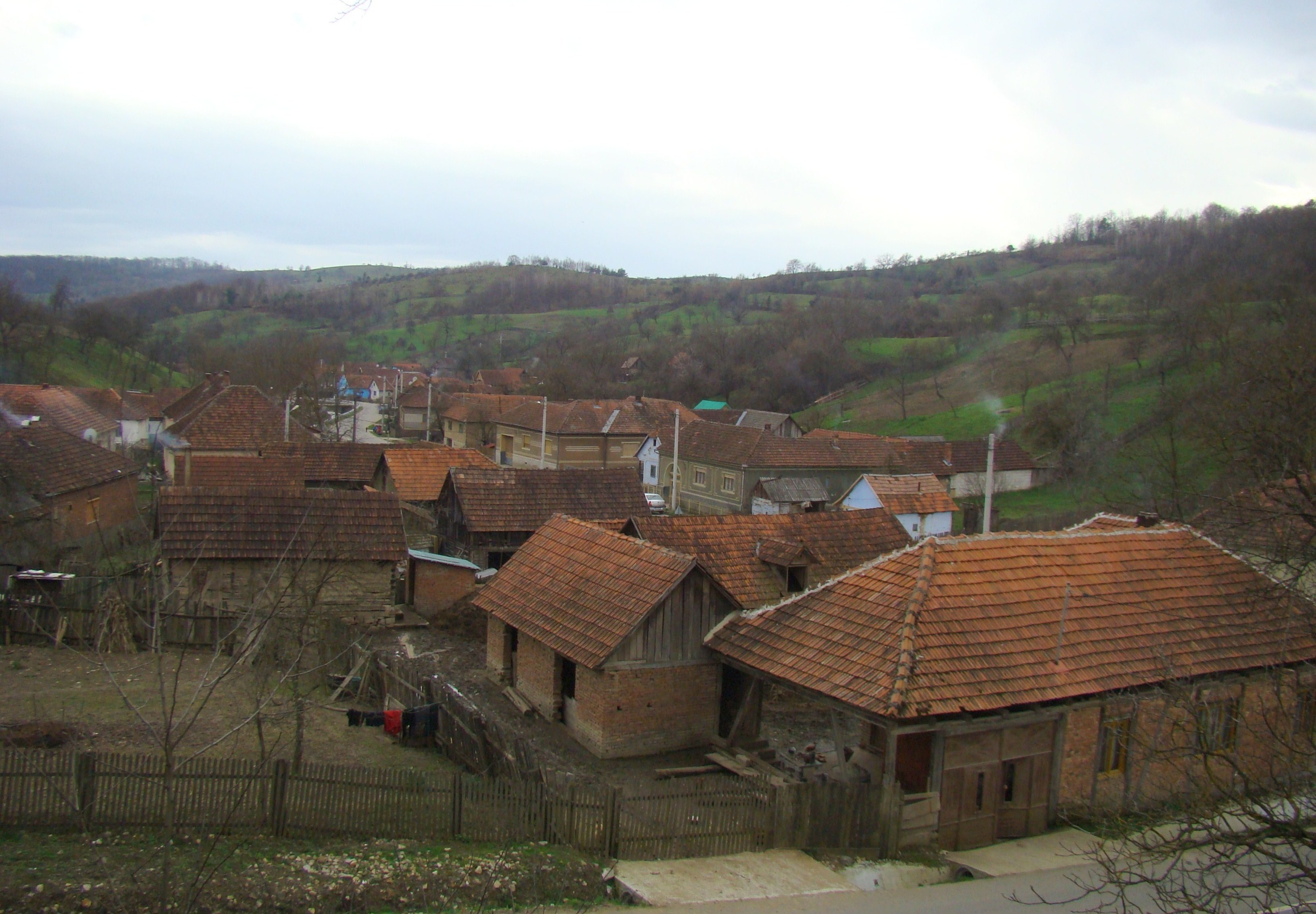